# Cuccaro Monferrato
Cuccaro Monferrato är en ort i provinsen Alessandria i regionen Piemonte i Italien. Cuccaro Monferrato var en kommun till den 31 januari 2019 när den tillsammans med Lu bildade den ny kommunen Lu e Cuccaro Monferrato. Kommunen Cuccaro Monferrato hade 327 invånare (2018).
Nils Liedholm levde och verkade i Cuccaro Monferrato fram till sin död 2007.